# Cala del Vigatà
La Cala del Vigatà és una platja del municipi de San Feliu de Guíxols (Baix Empordà), situada a peu d'un penya-segat, sota la urbanització als voltants de l'ermita de Sant Elm. Orientada al sud, té una longitud de 120 m i una amplada mitjana de 9 m, formada per còdols grans i blocs. S'hi accedeix per un camí amb un pendent molt pronunciat i ple de graons, des de la urbanització. A la cala hi ha una font abandonada. S'hi practica el nudisme.
Davant de la cala hi ha la pradera de posidònia oceànica més important del municipi. Juntament amb la zona de Port Salvi configuren un entorn marítim de gran valor natural, inclòs dins de la Xarxa Europea d'Espais Naturals Protegits, la Xarxa Natura 2000.